# Agripa Menênio Lanato (cônsul em 503 a.C.)
Agripa Menênio Lanato (em latim: Agrippa Menenius Lanatus; 493 a.C.), chamado também de Menênio Agripa, foi um cônsul dos primeiros anos da República Romana em 503 a.C., juntamente com Públio Postúmio Tuberto. 

## História
Foi vencedor na guerra contra os sabinos e recebeu um triunfo, celebrado em 4 de abril em 503 a.C. Segundo Lívio, ele também liderou as tropas romanas contra a cidade latina de Pomécia.
Segundo Lívio, que escreveu quinhentos anos depois dos fatos, Menênio foi escolhido pelos patrícios durante a secessão da plebe, em 494 a.C., para persuadir os plebeus a terminar com a revolta. Ainda de acordo com Lívio, Menênio inventou uma fábula sobre as partes do corpo humano e como cada uma tinha seu propósito no objetivo maior, que é o funcionamento do corpo. O resto do corpo acreditou que o estômago estava se aproveitando e, assim, resolveu parar de nutri-lo. Logo, outras partes começaram a ficar fatigadas e incapazes de funcionar, pois perceberam que o estômago tinha uma função e o resto do corpo era nada sem ele. Na história, o estômago representa os patrícios e o resto do corpo, a plebe. No fim, continua Lívio, um acordo foi firmado entre patrícios e plebeus que incluía a criação do tribuno da plebe.
Não é improvável que São Paulo, um educado cidadão romano, soubesse da história (mas não necessariamente através de Lívio) e tenha sido inspirado por ela quando utilizou a mesma parábola para admoestar os primeiros cristãos de Corinto (I Coríntios 12:13–26). Esta imagem não era desconhecida sequer para Lívio e já aparece em Xenofonte (Memorabilia 2.iii.18) e em Cícero (De Officiis III.v.22).
Um dos mistérios sobre Menênio é sobre seu status social, se patrício ou plebeu. Lívio nos conta que ele "um homem eloquente e querido dos plebeus como sendo um deles de nascimento". Por outro lado, ele foi enviado aos plebeus como um representante do Senado e, mais do que isso, chegou a ser eleito cônsul. O consulado, de acordo com historiografia tradicional, era, naquela época, reservado estritamente para os patrícios. Antigos relatos dos primeiros anos da história romana estão comprometidos pelo uso parcial das fontes, o viés do autor para com um ou outro interesse senatorial ou popular. A existência da divisão social de "plebeus" e "patrícios" nesta época tão primitiva tem sido questionada pela historiografia moderna. Seja qual a situação durante as primeiras seis décadas da República, as Doze Tábuas do Direito Romano, criadas entre 451 e 450 a.C., estabeleceram uma clara distinção entre as duas classes. 
Diversos descendentes de Menênio também foram cônsules depois disto, de onde se infere que os Menênios (em latim: Menenii) eram provavelmente patrícios durante o reinado dos últimos reis de Roma. Seu filho, Agripa Menênio Lanato, foi cônsul em 439 a.C.
Menênio morreu em 493 a.C. De acordo com Lívio, ele era amado tanto pelo Senado quanto pelo povo (especialmente por estes por seu papel no final da revolta). Como suas propriedades eram insuficientes para pagar por seu funeral, o povo contribuiu para as despesas com uma arrecadação espontânea.